# Kanton Noirmoutier-en-l'Île
Kanton Noirmoutier-en-l'Île (fr. Canton de Noirmoutier-en-l'Île) je francouzský kanton v departementu Vendée v regionu Pays de la Loire. Tvoří ho čtyři obce.

## Obce kantonu
- Barbâtre
- L'Épine
- La Guérinière
- Noirmoutier-en-l'Île